# Constance Mozart
Pour les articles homonymes, voir Weber et Mozart.
Constance Mozart (née Maria Constanze Cäcilia Josepha Johanna Aloysia Weber, en français : Marie Constance Cécile Josèphe Jeanne Aloïse) (5 janvier 1762 ; Zell im Wiesental, 6 mars 1842 ; Salzbourg), cousine germaine du compositeur Carl Maria von Weber, est la femme de Wolfgang Amadeus Mozart. 
Elle vient d'une famille d'excellents musiciens, toutes les filles Weber ayant des voix travaillées. Sa sœur Josepha Weber joue le rôle de la Reine de la Nuit dans La Flûte Enchantée. 
Constance épouse Mozart le 4 août 1782. Ils ont six enfants entre cette date et 1791, année de la mort de Mozart. Seuls deux garçons survivront à leur enfance.

## Rencontre et mariage avec Mozart

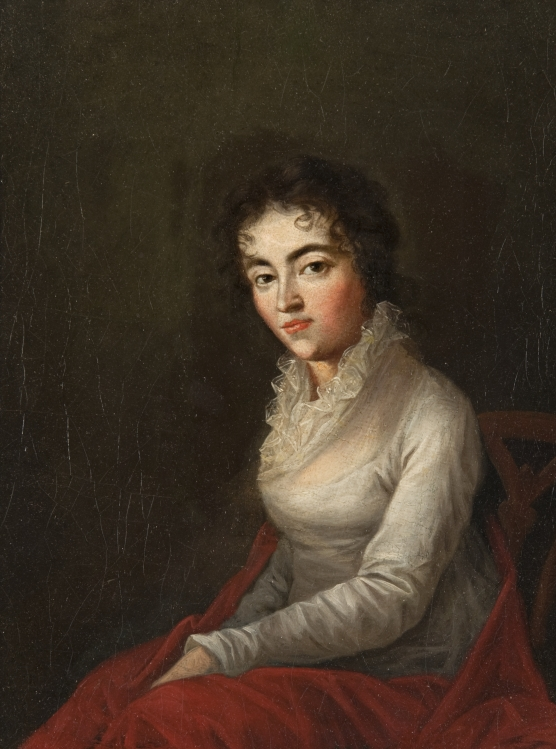
Constance Mozart, par son beau-frère Joseph Lange (1782).

Mozart et Constance Weber se rencontrent en 1777 à Mannheim. Il a vingt-et-un ans, elle, quinze. Elle est la fille de Fridolin Weber et Cäcilia Stamm. Son oncle est Franz Anton von Weber (1734-1812), musicien et maître de chapelle. Mozart s'intéresse d'abord à sa sœur aînée Aloysia. Quand Mozart, à son retour de Paris en 1781, revoit la famille à Vienne, Aloysia ne lui témoigne plus la moindre attention et épouse Joseph Lange, acteur célèbre dont elle divorce plus tard, regrettant, dit-on, sa première décision. Mozart loge chez les Weber pendant quelque temps, puis quitte la famille en raison des rumeurs qui circulent sur leurs relations.
Mozart et Constance se marient le 4 août 1782 dans une chapelle de la cathédrale Saint-Étienne de Vienne. Ils ont six enfants en près de neuf années  : 
- Raimund Leopold Mozart (17 juin 1783 - 19 août 1783) mort à 2 mois.
- Karl Thomas Mozart (21 septembre 1784 - 31 octobre 1858) mort à 74 ans.
- Johann Leopold Mozart (18 octobre 1786 - 15 novembre 1786) mort à un mois.
- Theresia Mozart (27 décembre 1787 - 29 juin 1788) mort à six mois.
- Anna Mozart (mort-née le 16 novembre 1789)
- Franz Xaver Wolfgang Mozart[3] (26 juillet 1791 - 29 juillet 1844) mort à cinquante-trois ans.

Seuls deux des enfants, Karl Thomas et Franz Xaver Wolfgang, survivent passée la petite enfance. Ils meurent à l'âge adulte sans descendance, sans se marier. Constance a été décrite comme fragile et affaiblie par ses grossesses, souvent confinée dans son lit. Il semble qu'elle souffrait d'ulcères variqueux dont ses jambes étaient percluses.

## Après la mort de Mozart
Après la mort de Wolfgang Amadeus Mozart en 1791, Constance, apparemment douée pour les affaires (elle avait commencé à mettre de l'ordre dans les finances du ménage peu avant la mort de son mari), améliore considérablement sa situation au fil des années. Des amis du couple organisent des concerts et elle monte elle-même sur scène pour chanter les principales œuvres du répertoire mozartien, accompagnée de sa sœur Aloysia devenue dépressive. L'Empereur note dans ses carnets qu'il « applaudit les larmes aux yeux » le grand talent de cette cantatrice oubliée. Elle rembourse à Johann Michael Puchberg les sommes qu'il avait prêtées à Wolfgang.

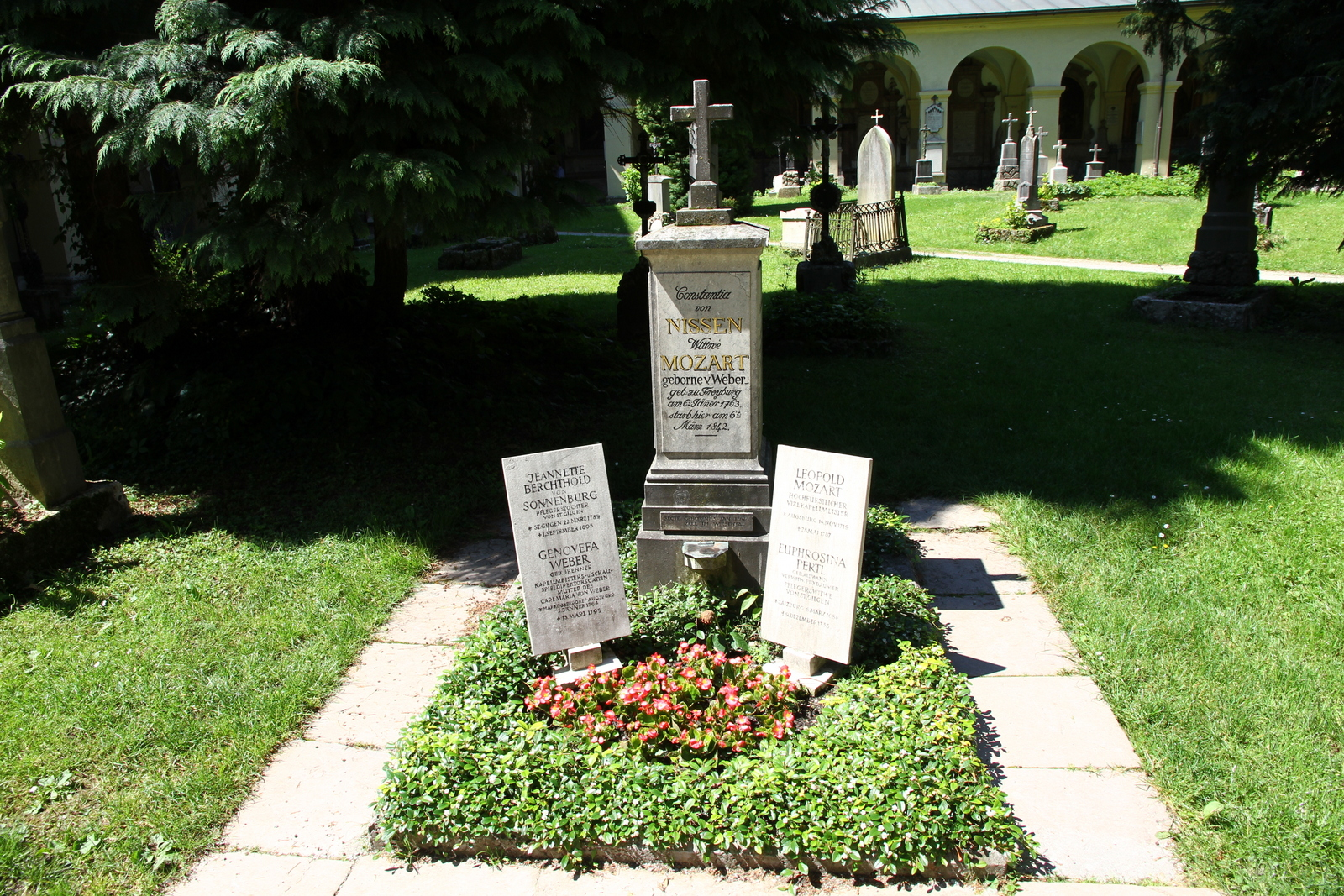
Tombe de Constance Mozart au cimetière Saint-Sébastien de Salzbourg.

Il ne fait aucun doute que la ville de Prague participe à cette réussite par des subventions. Par la suite, Constance vend à l'éditeur Johann Anton André les œuvres autographes de Mozart en sa possession, dont le Requiem achevé par Franz Xavier Süßmayr.
En 1809, Constance épouse Georg Nikolaus von Nissen, diplomate et écrivain danois, avec lequel elle vit depuis quelques années. De 1810 à 1820, ils résident à Copenhague puis voyagent à travers l'Europe, notamment en Allemagne et en Italie. De cette période (1801-1823) date le petit Album de Souvenirs de Constance, un manuscrit autographe illustré de cent soixante-six pages recueillant des dédicaces et des réflexions sur le thème de l'amitié. Le couple s'installe à Salzbourg en 1824. Tous les deux travaillent à une biographie de Mozart que Constance publie en 1828, deux années après la mort de son second mari.
Elle meurt à Salzbourg en 1842, à l'âge de 80 ans, après avoir survécu cinquante et un ans à Mozart. Elle est enterrée au cimetière Saint-Sébastien de Salzbourg, aux pieds de son beau-père, Leopold Mozart, qui ne l'aimait pas.

## Photographie contestée

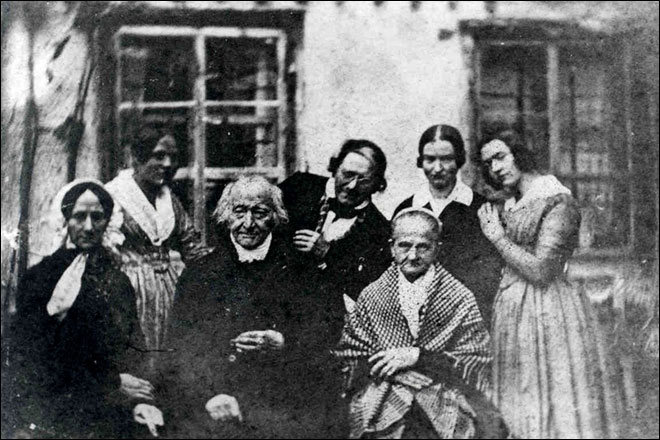
La photo contestée, où Constance est peut-être au premier rang à gauche.

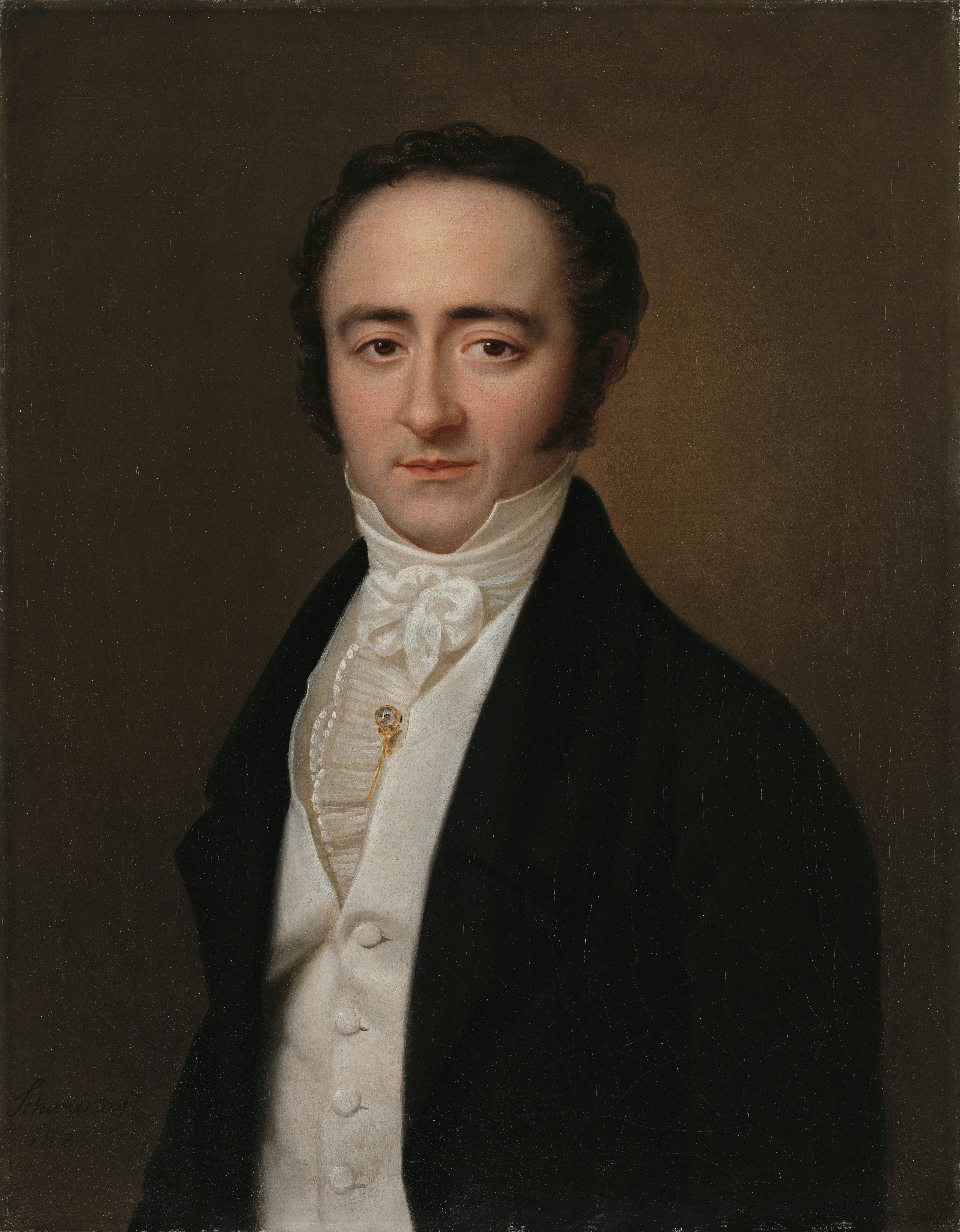
Franz Xaver Mozart (Wolfgang fils).

Une copie sur carton d'un daguerréotype représentant un groupe familial, censément pris à Altötting en Bavière en 1840, a répandu la rumeur qu'y figure Constance Mozart âgée de 78 ans. Les érudits mozartiens connaissent la photographie depuis des décennies et restent divisés. En outre, la romancière Agnes Selby, auteur de Constance, Mozart's beloved, affirme qu'il n'y a aucune possibilité que Constance puisse avoir voyagé pour rendre visite à Max Keller durant la période où la photographie a été prise, car elle souffrait d'arthrite dite estropiante, qui lui interdisait de se déplacer. Thèse contestée et qualifiée de fantaisiste par le Mozarteum de Salzbourg, s'en référant aux notes de Constance, consignées dans son journal de correspondances administratives. Pourtant, cette arthrite est visible sur une main de la « Constance » du daguerréotype, détail que le Mozarteum de Salzbourg veut considérer comme un des éléments de preuve de l'identité de Constance et non pas d'une incapacité à se déplacer, confirmée par une correspondance récemment retrouvée, évoquant le déplacement . 

« Cette photographie « nouvellement découverte » de Constance Mozart a déjà été publiée deux fois dans les années 1950… Depuis des dizaines d'années, quelques spécialistes de Mozart la considèrent comme un canular ; ils prétendent qu'il n'y a pas de portraits de groupes de personnes en extérieur datant de 1840, car on ne disposait pas alors des objectifs, inventés par Joseph Petzval, qui ont permis ce genre de photos. »

La romancière historienne Isabelle Duquesnoy, dans Les Confessions de Constance Mozart, a répertorié, en se fondant sur de nombreuses sources et quatre ans de recherches, les activités de Constance au cours des dernières années de sa vie. Selon elle, il semble que ce soit bien Constance Mozart qui figure sur cette photographie. Ses ouvrages ont fait l'objet d'une préface signée par le Mozarteum de Salzbourg. Enfin, la juxtaposition du portrait (ci-contre) du second fils Mozart (Franz-Xaver) et de cette photographie laisse apparaître une ressemblance évidente avec la femme supposée être sa mère[réf. nécessaire].

### Filmographie
- Claire Pérot a interprété ce rôle dans la comédie musicale Mozart, l'opéra rock de septembre 2009 à novembre 2009 puis est remplacée par Diane Dassigny. Elle y chante les chansons: "Ah ! Vous Dirais-Je Maman", « Six Pieds Sous Terre », « Si Je Défaille », « Les Solos Sous Les Draps », " Debout Les Fous", « L'Opérap », « C'est Bientôt La Fin », « Bonheur De Malheur » et « Le Bien Qui Fait Mal ».
- Elizabeth Berridge dans le film de Miloš Forman, Amadeus.
- Victoria Hopper dans le film de Basil Dean, Whom the Gods Love : The Original Story of Mozart and his Wife (1936).

### Théâtre
- 2016, Le dernier baiser de Mozart, pièce de théâtre d’Alain Teulié, mise en scène par Raphaëlle Cambray, présentée pour la première fois au Théâtre Actuel au Festival off d'Avignon puis au théâtre Petit Montparnasse, Paris. Avec Delphine Depardieu dans le rôle de Constance Mozart et Guillaume Marquet dans le rôle de Franz-Xaver Süssmayr.
- 2023, Mozart, mon amour, spectacle de théâtre musical conçu et écrit par Christophe Barbier. Créé au Théâtre de Poche Montparnasse avec la soprano Pauline Courtin dans le rôle de Constance Mozart et Christophe Barbier dans celui de Georg Nikolaus von Nissen. Le spectacle est créé en version orchestrale le 22 janvier 2024 sous la direction de Mathieu Herzog à la salle Gaveau.